# 경희대학교병원
경희대학교병원(慶熙大學校病院, Kyung Hee University Hospital)은 서울특별시 동대구 회기동에 위치한다. 경희대학교 의과대학 부속병원이며, 상급종합병원이다.

## 연혁
- 1965년 3월 27일에 학교법인 고황재단 이사회가 동양의과대학의 흡수 합병을 결의하였고, 이후 4월 27일에 합병 조인과 함께 대지 6,000평, 건평 10,592평의 의과대학 부속병원을 착공하였다.
- 1970년 6월 1일 부속병원을 경희의료원으로 개칭.
- 1971년 10월 5일 허가 병상 100병상 규모의 경희의료원이 개원.
- 2008년 3월 26일 경희대학병원학교 개소식.
- 2018년 10월 5일 후마니타스암병원 개원.

## 같이 보기
- 경희대학교
- 경희대학교치과병원
- 경희대학교한방병원
- 경희대학교 의료원
- 강동경희대학교병원
- 대한민국의 의과대학